# O Seminarista
O Seminarista é um romance de Bernardo Guimarães. A obra, desde a primeira edição em 1872 até 1949, tem sido editada com dois textos distintos. A edição mais longa teve livros impressos pelas editoras: B.L. Garnier, Empreza Democratica, Francisco Alves, H. Garnier, Livraria Garnier, H. Antunes & Cia e F. Briguiet. A edição mais curta foi impressa pelas editoras Civilização Brasileira, Livraria Martins e Sociedade Brasileira de Difusão do Livro. O texto curto apresenta alterações que não modificam os principais incidentes e ações do romance, mas as supressões e mudanças descaracterizam a escrita e o estilo literário de Bernardo Guimarães.
O livro veio a público um ano depois de uma forte campanha através dos jornais contra o episcopado no Rio de Janeiro, num episódio conhecido na história do Brasil como a "Questão religiosa". A obra teve grande repercussão. Nela, o autor fez algumas críticas sociais, sendo as mais importantes as dirigidas ao patriarcalismo da época, ao celibato clerical e o autoritarismo das famílias do século XIX, que impediam o jovem de seguir um caminho escolhido.
A obra foi adaptada para o cinema no filme O Seminarista de Geraldo Santos Pereira, lançado em 1977.

## Enredo
“
 (...) Eugênio correu a abrir a pequena tronqueira das vacas, que ficava além da ponte. Apartados os bezerros e passadas as vacas, Eugênio tornou a fechá-la e passando um braço sobre o ombro de Margarida, e esta enlaçando com o seu a cintura do companheiro, foram voltando calados e ainda sob a mesma impressão de tristeza, tangendo diante de si os bezerros até a casa de Umbelina, que ficava a uns quinhentos passos de distância. Margarida recolheu-se a casa, e Eugênio, enfiando o caminho por onde viera, ganhou de novo a ponte e a tronqueira, deitou-se a correr pelo rincão afora dirigindo-se para a fazenda que ficava a meia légua de distância. (...)”

— O Seminarista - cap.1
Eugênio, filho de fazendeiro, convive na infância com Margarida, filha de um agregado da fazenda. Fruto desta aproximação, nasce o amor entre os jovens. Os pais de Eugênio mandam o filho ao seminário como forma de romper o namoro. Eugênio não esquece Margarida e os pais criam a notícia de um falso casamento de Margarida, o que leva Eugênio a se decidir pela vida eclesiástica.
Margarida, que estava doente, é encontrada por Eugênio em uma das visitas do seminarista à cidade natal. É descoberta a trama que levou à expulsão da moça, que ainda continuava solteira, da fazenda. Em ato de paixão, os dois se entregam ao amor.
Sem final feliz, o romance é encerrado com a morte de Margarida e o enlouquecimento de Eugênio ao receber a notícia quando se prepara para rezar a sua primeira missa.